# Несуществующие объекты
Несуществующий объе́кт — философская категория, обозначающая вещь, явление или процесс, который может быть помыслен или описан (с той или иной степенью достоверности), но который не существует в реальности.

## Виды несуществующих объектов
- Объекты, которые существовали ранее, но в настоящее время не существуют. Пример: Наполеон, австралопитек.
- Объекты, которые, весьма вероятно, могут возникнуть в будущем, но в настоящее время не существуют. Пример: человек, родившийся 1 января 3645 года.
- Объекты, считавшиеся существующими, но в дальнейшем признанные несуществующими. Пример: Флогистон, несуществующие химические элементы.
- Объекты, никогда не существовавшие, но имеющие достаточно хорошие описания, чтобы судить об их свойствах. Пример: Шерлок Холмс.
- Объекты, не могущие существовать в принципе, описание свойств которых самопротиворечиво. Пример: четырёхугольный треугольник.
- Небытие.

## Понятие несуществующего объекта в различных философских системах
Само утверждение «несуществующие объекты существуют» выглядит парадоксальным. Однако то, что люди постоянно говорят о несуществующих объектах, является обычным явлением. Таким образом, несуществующие объекты становятся философской проблемой.
Отношение к проблеме несуществующих объектов зависит от понимания понятия существования. Так, философы элейской школы полагали, что все наблюдаемые объекты на самом деле не существуют, так как существованием обладает только бытие как таковое. Аналогичной точки зрения придерживаются буддистские мыслители.
В новоевропейской традиции вопрос о несуществующих объектах восходит к Юму, который полагал, что думать о объекте — значит всегда и неизбежно думать о существующем объекте (или, иначе выражаясь, думать о объекте и думать об этом же самом объекте как о существующем) — это одно и то же. Поэтому всякое высказывание о несуществующем объекте является ложным.
Кант соглашался с этой идеей Юма, полагая, что существование не является предикатом (таким, как любые другие свойства объекта). Исходя из этого, он отвергал онтологический аргумент о существовании Бога.
Австрийский философ Алексиус Мейнонг полагал, что любое состояние сознание (страх, надежда, вера и т. п.) направлена на какой-либо объект (например, боятся всегда чего-то, надеются всегда на что-то и т. д.) При этом довольно часто бывает так, что этих объектов не существует (например, ребёнок боится буку, верующий в Юпитера надеется на Юпитера и т. п.) Мейнонг считал, что несуществующие объекты даны нам как объекты нашего сознания, причём они могут не существовать в реальности. При этом он различал разные градации существования. Некоторые предметы он признавал существующими (например, зелёный лист), некоторые — реальными (отношения между существующими вещами, например, «различие между красным и зелёным» или «число два»). Соответственно, и несуществующие предметы могут не существовать в разных смыслах.
В метаонтологии идеи Мейнонга были восприняты представителями неомейнонгианства, которых можно разделить на две группы. Первые (Э. Залта и др.) проводят различие между бытием и существованием и утверждают, что несуществующие объекты лишены существования, но им присуще бытие. Вторые (Р. Роутли, Г. Прист и др.) данного различия не проводят и считают, что несуществующие объекты лишены как бытия, так и существования.
Грэм Прист предложил свою теорию несуществующих объектов. По его мнению, логические выражения с квантором существования вида ∃x(Fx) не означают, что объект x действительно существует в реальности. Он утверждает, что правильной интерпретацией квантора существования является следующее высказывание - "для объекта x верно, что Fx). Например, из высказывания "Пегас - это летающая лошадь" не следует что Пегас существует на самом деле (или что существует хотя бы одна летающая лошадь).